# Coleophora tshogoni
Coleophora tshogoni é uma espécie de mariposa do gênero Coleophora pertencente à família Coleophoridae.